# Fylkesväg 258
Fylkesväg 258 (norska: Fylkesvei 258) är en primär fylkesväg i Norge som går mellan Grotli i Skjåks kommun, Innlandet fylke och Ospeli i Stryns kommun, Vestland fylke. Vägen är 27,3 kilometer lång, varav 17,1 kilometer i Innlandet fylke och 10,2 kilometer i Vestland fylke. Den är delvis asfalterad och delvis belagd med grus. 
Vägen kalls även Gamla Strynefjellsvägen (norska: Gamle Strynefjellsvegen) och har status som en nationell turistväg.

## Anslutningar

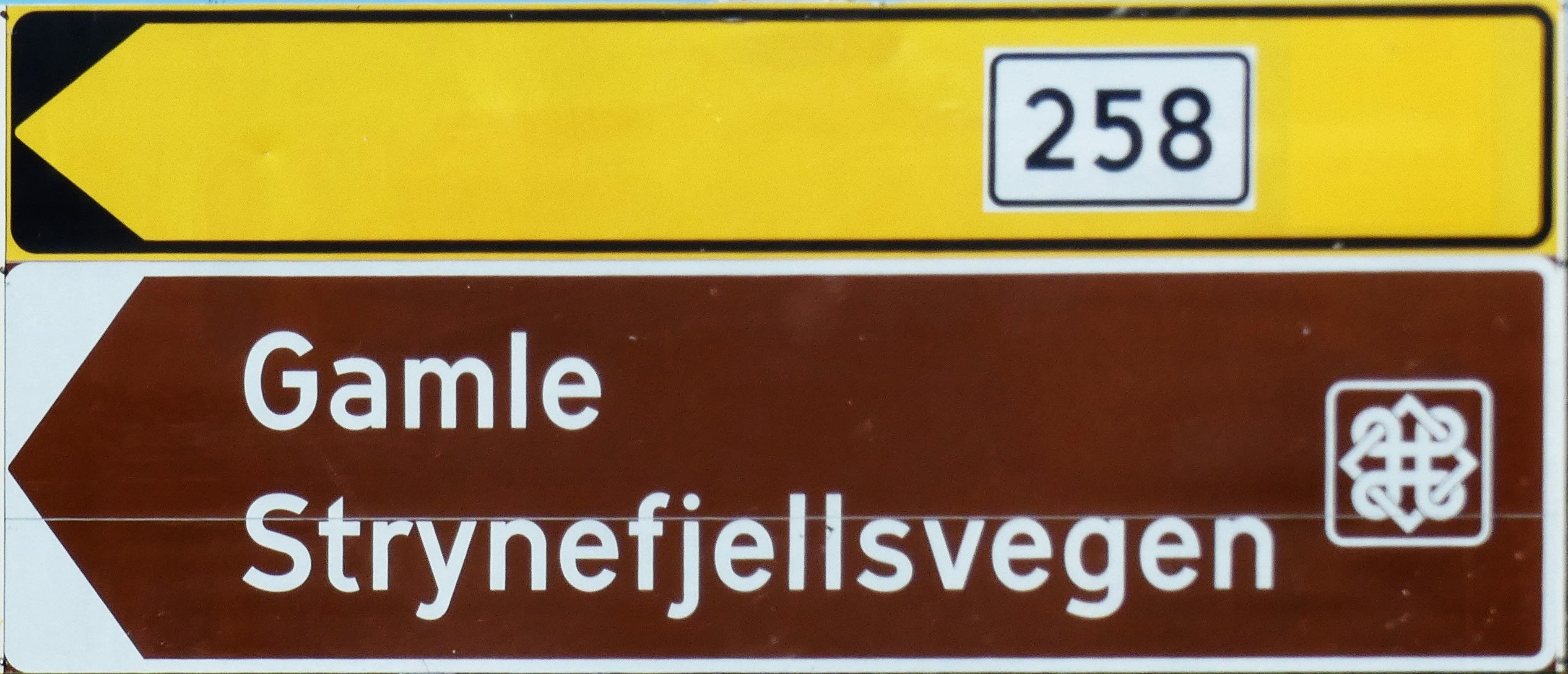
Vägvisare för fylkesväg 258, en nationell turistväg även känd som Gamla Strynefjellsvägen.

Fylkesväg 258 ansluter till:
- Riksväg 15 (vid Grotli)
- Riksväg 15 (vid Ospeli)